# Loko (Estonia)
Loko – wieś w Estonii, w prowincji Põlvamaa, w gminie Ahja.